# Experimentul celor două fante

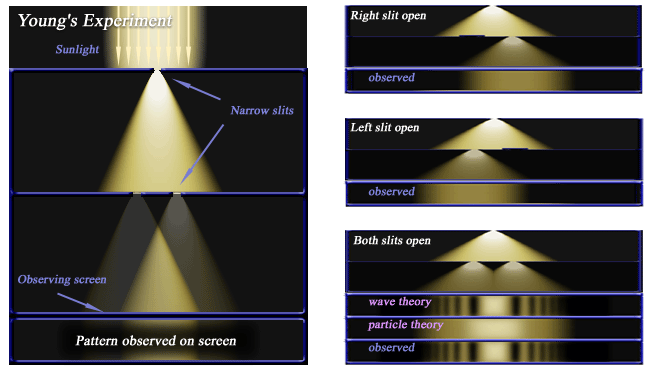
Diagrama experientului lui Thomas Young

Experimentul celor două fante implică o configurație simplă care trage cu particule de lumină (fotoni) unul câte unul prin două fante mici dintr-un ecran. Există un laser care produce lumina. Lumina este atenuată în așa fel încât se emite doar câte un singur foton. Acești fotoni trec prin cele două fante, existând și o cameră care înregistrează tiparul din spatele ansamblului celor două fante. Se pot observa pe ecran cum ajung fotonii unul câte unul, unii aici, unii acolo, aleator. 
De vreme ce fotonii trec unul câte unul, unii printr-o fantă, alții prin cealaltă, ar trebui ca ei să lase o urmă cu doua dungi pe perete, dar nu se-ntâmplă acest lucru. În schimb aceștia creează în mod misterios mai multe dungi. Acesta ar fi rezultatul așteptat atunci când o rază constantă de lumină: s-ar răspândi pe perete ca o undă. 
Rezultatul care se obține ar fi posibil numai dacă particula ar trece prin ambele fante în același timp, cu alte cuvinte, particula este în două locuri deodată în același timp. Atunci când sunt puși detectori în jurul fantelor, când fotonii sunt urmăriți, tiparul de undă dispare. Dacă detectorii sunt înlăturați, tiparul de undă se întoarce. Acest lucru sugerează că se poate schimba modul în care se comportă realitatea pur și simplu uitându-ne. Cu alte cuvinte realitatea însăși nu ar fi reală. Anton Zeilinger consideră că răspunsul modern la această întrebare este că drumul fotonului nu este un element al realității.